# Oonops globimanus
Oonops globimanus là một loài nhện trong họ Oonopidae.
Loài này thuộc chi Oonops. Oonops globimanus được Eugène Simon miêu tả năm 1891.